# Entesa dels Catalans
Entesa dels Catalans ('Acuerdo de los Catalanes') fue una candidatura unitaria por el Senado de España, formada por las principales fuerzas socialistas, comunistas y nacionalistas catalanas para las elecciones generales españolas celebradas el 15 de junio de 1977, las primeras tras la muerte de Franco.
Formaron parte de esta coalición la federación catalana del PSOE, el Partit Socialista de Catalunya-Congrés (PSCc), Esquerra Republicana de Catalunya (ERC), Estat Català, el Partido Socialista Unificado de Cataluña (PSUC) así como diversos independientes. Presentaron como candidatos, en cuatro circunscripciones electorales, a doce personajes de prestigio social o intelectual. Entre ellos se encontraban Francesc Candel, Pere Portabella o Josep Benet. De los doce candidatos, tres eran militantes del PSCc y otro de ERC. Los ocho restantes eran independientes, pero próximos a los socialistas catalanes o al PSUC. Cuatro de ellos se presentaron en las listas del PSUC en las siguientes elecciones al Senado y en las autonómicas catalanas de 1980 (entre ellos, Josep Benet), en tanto que otros cuatro se afiliarían al Partit dels Socialistes de Catalunya (PSC) tras su fundación y serían también candidatos en las elecciones al Senado de 1979 o en las autonómicas de 1980.
Los doce candidatos resultaron elegidos, formando un grupo parlamentario propio, al que también se unieron los senadores restantes elegidos por Barcelona (Lluís Maria Xirinacs) y Gerona y Lérida (dos senadores elegidos en la lista de Democràcia i Catalunya pertenecientes a Convergència Democràtica de Catalunya), así como Maurici Serrahima, senador por designación real. El grupo parlamentario Entesa dels Catalans incluía, al iniciarse la legislatura, a dieciséis senadores.
En agosto de 1977, José María Socías, antiguo alcalde de Barcelona y senador por designación real pasa al grupo Entesa dels Catalans. En agosto de 1978, Xirinacs y el senador de ERC, Rossend Audet, abandonaron el grupo parlamentario, al que se une ese mismo mes Martín de Riquer, también senador por designación real.
En las elecciones de 1979 la alianza no se revalidó. El recién fundado PSC y ERC crearon otra coalición, Nova Entesa, que consiguió 10 senadores en las elecciones (tres por Barcelona, Gerona y Tarragona y uno por Lérida). Por su parte, el PSUC junto con el Partido del Trabajo de España promovió la candidatura de Per l'Entesa, que sólo obtuvo un senador (Josep Benet, por Barcelona).